# 1998 SR43
1998 SR43 är en asteroid i huvudbältet som upptäcktes den 25 september 1998 av Beijing Schmidt CCD Asteroid Program vid Xinglong-observatoriet.
Asteroiden har en diameter på ungefär 4 kilometer och den tillhör asteroidgruppen Koronis.